# ミルトニオプシス
ミルトニオプシス（学：Miltoniopsis）はラン科に含まれる属の一つ。または、ミルトニオプシス属に属する植物の総称。アンデス山脈の1000m以上の高地に自生する。しばしミルトニア属と混同される。略称はMltnps.。

## 特徴
唇弁が大きく、華美な花を付ける品種が多い。花の模様がパンジーに似る為、「パンジーオーキッド」と言う。唇弁には小さな突起があり、その周辺には特徴のある模様が見られる。この模様は、「マスク」と呼ばれる。開花期は春頃～初夏頃までで、花茎に複数輪花を咲かせる品種と、一本の花茎に対し、一輪花を咲かせる種がある。複数輪花を咲かせる種は、花茎が下垂し、花が下向きに開花するようになる為、支柱で仕立てる必要がある。根が細い為、ラン科の中では乾燥に弱い種が多い。バルブはやや扁平しており、葉は薄く柔らかい手触りをしている。日本への渡来時期は不明。花にはバラに似た芳香を持つ種もある。2月23日と7月1日の誕生花であり、花言葉は「愛の訪れ」「家庭的な愛」「淑女の想い」がある。高山地域が原産の種が多い為、耐暑性、耐寒性共に乏しい種が多く、栽培はやや難しい。花は洋ランらしくない外見で、草花などと一緒に店頭を飾ることも多い。赤色系の花が昔からあるが、最近は薄いピンクや白のぼかし、黄色など色彩の幅が広がってきている。

## 名称について
名称の由来は、Miltonia＋opsisになり、意味は「ミルトニア属に似た」と言う意味がある。

## ミルトニア属との関係
オンシジウム亜連にはミルトニア属と言う属もある。いずれも南米原産でミルトニアと花、生態共に酷似している。細分化が進み、パンジーオーキッドと呼ばれる種はミルトニオプシス属に分類されるようになったが、依然としてパンジーオーキッド＝ミルトニア属と思い浮かべる人や、混同される事多い。

## 下位分類
5属が認められる。
- ミルトニオプシス・ヴェキシラリア

　（Miltoniopsis vexillaria）
- ミルトニオプシス・ファレノプシス

　（Miltoniopsis phalaenopsis）
- ミルトニオプシス・ビスマルキー

　（Miltoniopsis bismarckii）
- ミルトニオプシス・ロエズリー

　（Miltoniopsis roezlii）
- ミルトニオプシス・ワルスケウィクジー

　（Miltoniopsis warscewiczii）

## ギャラリー

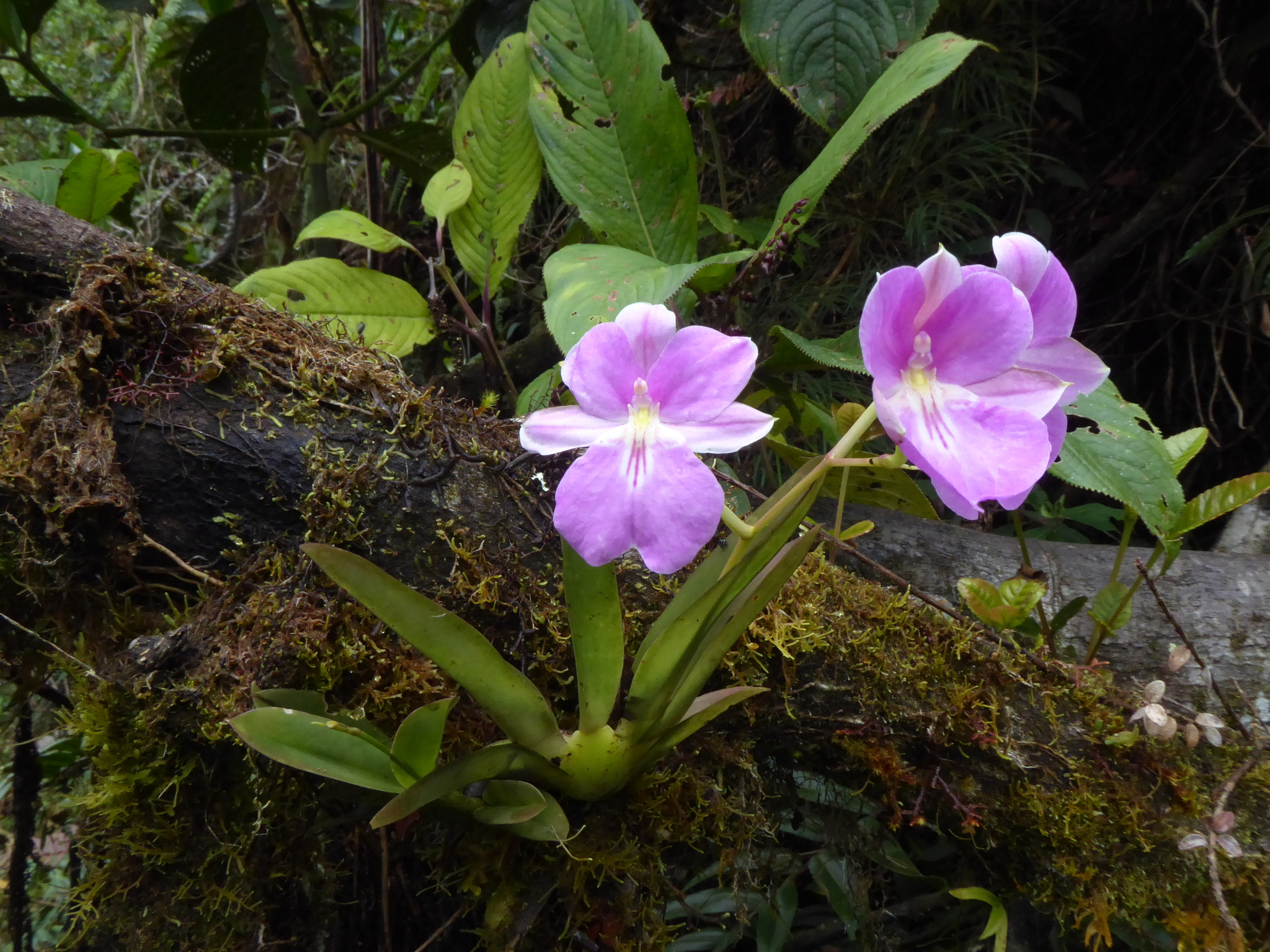
ビスマルキー種
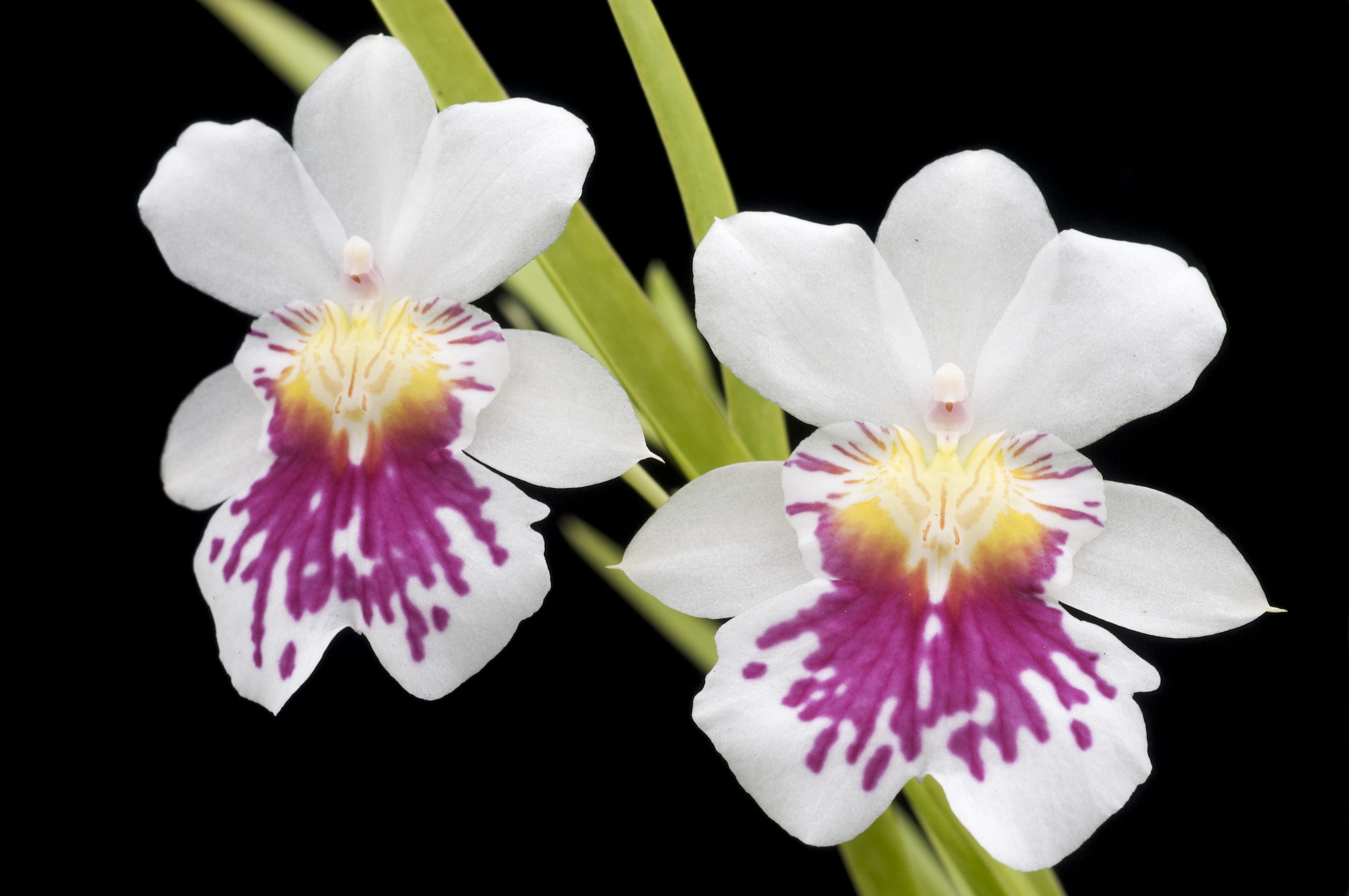
ファレノプシス種
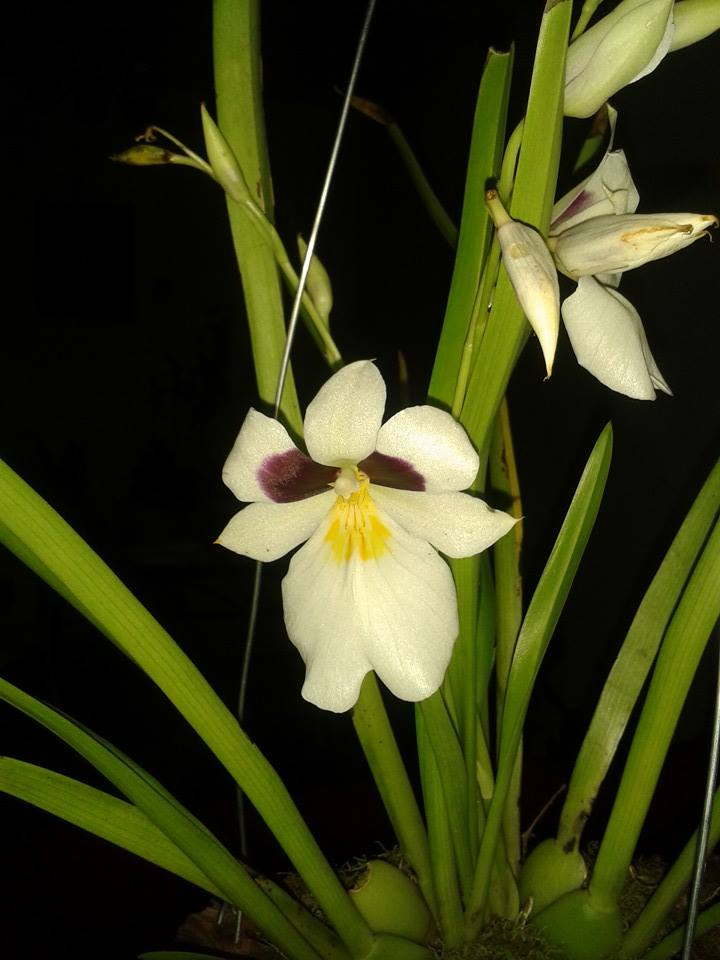
ロエズリー種
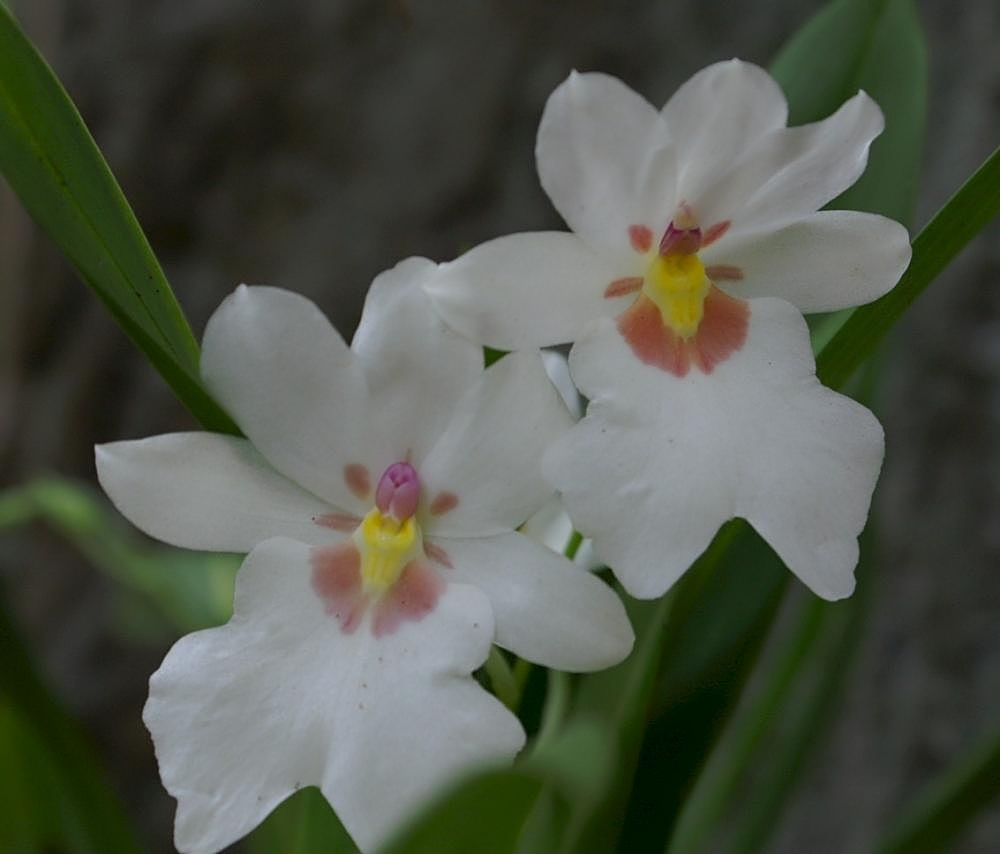
ワルスケウィクジー種